# Weiden am See
Weiden am See (węg. Védeny) – gmina targowa w Austrii, w kraju związkowym Burgenland, w powiecie Neusiedl am See. Liczy 2,29 tys. mieszkańców (1 stycznia 2014).

## Współpraca
Miejscowość partnerska:
- Weiden in der Oberpfalz, Niemcy